# Necydalis alpinicola
Necydalis alpinicola là một loài bọ cánh cứng trong họ Cerambycidae.